# Quotiëntenlichaam
Een quotiëntenlichaam of breukenlichaam is in de wiskunde het lichaam dat wordt gemaakt uit een integriteitsgebied {\displaystyle R} en dat uit elementen bestaat die kunnen worden opgevat als breuken van elementen uit {\displaystyle R}. Een belangrijk voorbeeld is het lichaam {\displaystyle \mathbb {Q} } van de rationale getallen, als quotiëntenlichaam van het integriteitsgebied {\displaystyle \mathbb {Z} } van de gehele getallen. 

## Constructie
Zij {\displaystyle R} een integriteitsgebied. Men construeert zijn quotiëntenlichaam als volgt. Beschouw eerst het cartesische product
{\displaystyle {\overline {R}}=R\times \left(R\setminus \{0\}\right)=\left\{(r,s)\in R\times R:s\neq 0\right\}}
Op {\displaystyle {\overline {R}}} beschouwen we de volgende relatie {\displaystyle \sim }:
{\displaystyle (r,s)\sim (u,v)\Leftrightarrow r\cdot v=s\cdot u}
Dit is een equivalentierelatie. De onderliggende verzameling van het quotiëntenlichaam bestaat uit de equivalentieklassen van deze equivalentierelatie en wordt als {\displaystyle Q(R)} genoteerd.
Een optelling en een vermenigvuldiging in {\displaystyle Q(R)} laten zich als volgt definiëren:
{\displaystyle (r,s)+(u,v)=(r\cdot v+s\cdot u,s\cdot v)}
{\displaystyle (r,s)\cdot (u,v)=(r\cdot u,s\cdot v)}
De equivalentieklasse van het koppel {\displaystyle (r,s)} wordt meestal genoteerd als de breuk {\displaystyle {\frac {r}{s}}}, of {\displaystyle r/s}, of als {\displaystyle rs^{-1}}. Men noemt {\displaystyle r} de teller en {\displaystyle s} de noemer van de breuk.

### Voorbeelden
- Zoals hierboven aangegeven zijn de rationale getallen de breuken waarvan de tellers en noemers gehele getallen zijn.
- Ieder lichaam is een integriteitsgebied, en is gelijk aan zijn eigen breukenlichaam.
- De polynomen in een variabele met coëfficiënten in een gegeven lichaam {\displaystyle K} vormen een integriteitsgebied {\displaystyle K[X]}. Het breukenlichaam bestaat uit de veeltermbreuken of rationale functies en wordt met {\displaystyle K(X)} genoteerd.
- De analytische functies op een open deelverzameling der complexe getallen vormen een integriteitsgebied. Het quotiëntenlichaam bestaat uit de meromorfe functies.

## Inbedding van een integriteitsgebied in zijn quotiëntenlichaam
De functie die elk oorspronkelijk ringelement {\displaystyle r} afbeeldt op de breuk {\displaystyle r/1} is een ringhomomorfisme van {\displaystyle R} naar {\displaystyle Q(R)}. Dit homomorfisme is injectief, dus {\displaystyle R} is isomorf met een deelring van {\displaystyle Q(R)}.
Het quotiëntenlichaam is het kleinste lichaam dat {\displaystyle R} omvat, in de zin dat ieder lichaam dat {\displaystyle R} omvat, een deellichaam heeft dat isomorf is met {\displaystyle Q(R)}.

## Lokalisatie
Bovenstaande constructie kan nog op twee manieren verder veralgemeend worden. Enerzijds laat men de eis vallen dat {\displaystyle R} een domein is, dus {\displaystyle R} is een willekeurige commutatieve ring met eenheidselement. Anderzijds neemt men als noemerverzameling niet noodzakelijk {\displaystyle R_{0}}, maar een willekeurige deelverzameling{\displaystyle S} van {\displaystyle R} die multiplicatief gesloten is, dat wil zeggen dat het product van twee willekeurige elementen van {\displaystyle S} opnieuw in {\displaystyle S} ligt.
We definiëren als volgt een equivalentierelatie {\displaystyle \sim } op de cartesisch product {\displaystyle R\times S}:
{\displaystyle (r,s)\sim (u,v)\Leftrightarrow \exists x\in S:x\cdot (r\cdot v-s\cdot u)=0}
Het rechterlid is een beetje ingewikkelder dan hierboven omdat {\displaystyle R} niet noodzakelijk nuldelervrij is. Als we de oorspronkelijke definitie zouden handhaven, dan is de transitiviteit van de relatie niet langer gegarandeerd.
De verzameling der equivalentieklassen wordt breukenring of lokalisatie van {\displaystyle R} in {\displaystyle S} genoemd, en genoteerd {\displaystyle R_{S}} of {\displaystyle RS^{-1}}

### Voorbeeld
Als {\displaystyle p} een priemideaal is van {\displaystyle R}, dan is de complementverzameling {\displaystyle R-p} multiplicatief gesloten. Men spreekt van de lokalisatie van {\displaystyle R} in het priemideaal {\displaystyle p} en wordt, enigszins inconsequent, genoteerd met {\displaystyle R_{p}}. Deze ring bestaat uit breuken waarvan de noemer niet in {\displaystyle p} ligt. Het is een lokale ring, wat de benaming lokalisatie verantwoordt. Zijn uniek maximaal ideaal bestaat uit de veelvouden van elementen van {\displaystyle p}, strikt genomen: van de breuken waarvan de teller een veelvoud is van {\displaystyle p}, en de noemer niet.
Het quotiëntenlichaam van een domein is hiervan een bijzonder geval, dat ontstaat door naar het priemideaal {0} te kijken.

### Inbedding
De hierboven gedefinieerde afbeelding die {\displaystyle r} op {\displaystyle r/1} afbeeldt, is nog steeds een homomorfisme van ringen. Ze is evenwel alleen injectief als {\displaystyle R} een integriteitsgebied is.